# 민물가오리
민물가오리는 매가오리목 민물가오리과(Potamotrygonidae)에 속하는 가오리의 총칭이다. 이 과에 속하는 모든 가오리는 오로지 강에만 살고 있다. 아마존강의 고유 과다. 민물에서 사는 가오리는 메콩강이나 호주 북부의 메콩대형가오리(Himantura속)이나 메콩강,아프리카 등지에 서식하는 민물가오리(Dasyatis속) 종류들 등 다른 과에도 몇 종이 존재하지만, 이 두 속에 속하는 대부분의 종은 바닷물고기이다.
이들은 관상용으로 인기가 많으며 아시아아로와나같은 대형어의 메이트로 주로 합사하기 위해 비싼 값에 거래된다. 새끼를 낳는 난태생이며,갓 태어난 새끼도 독가시를 갖고 있다.

## 하위 속
- Heliotrygon
- Paratrygon
- Plesiotrygon
- 민물가오리속 (Potamotrygon)

## 사진

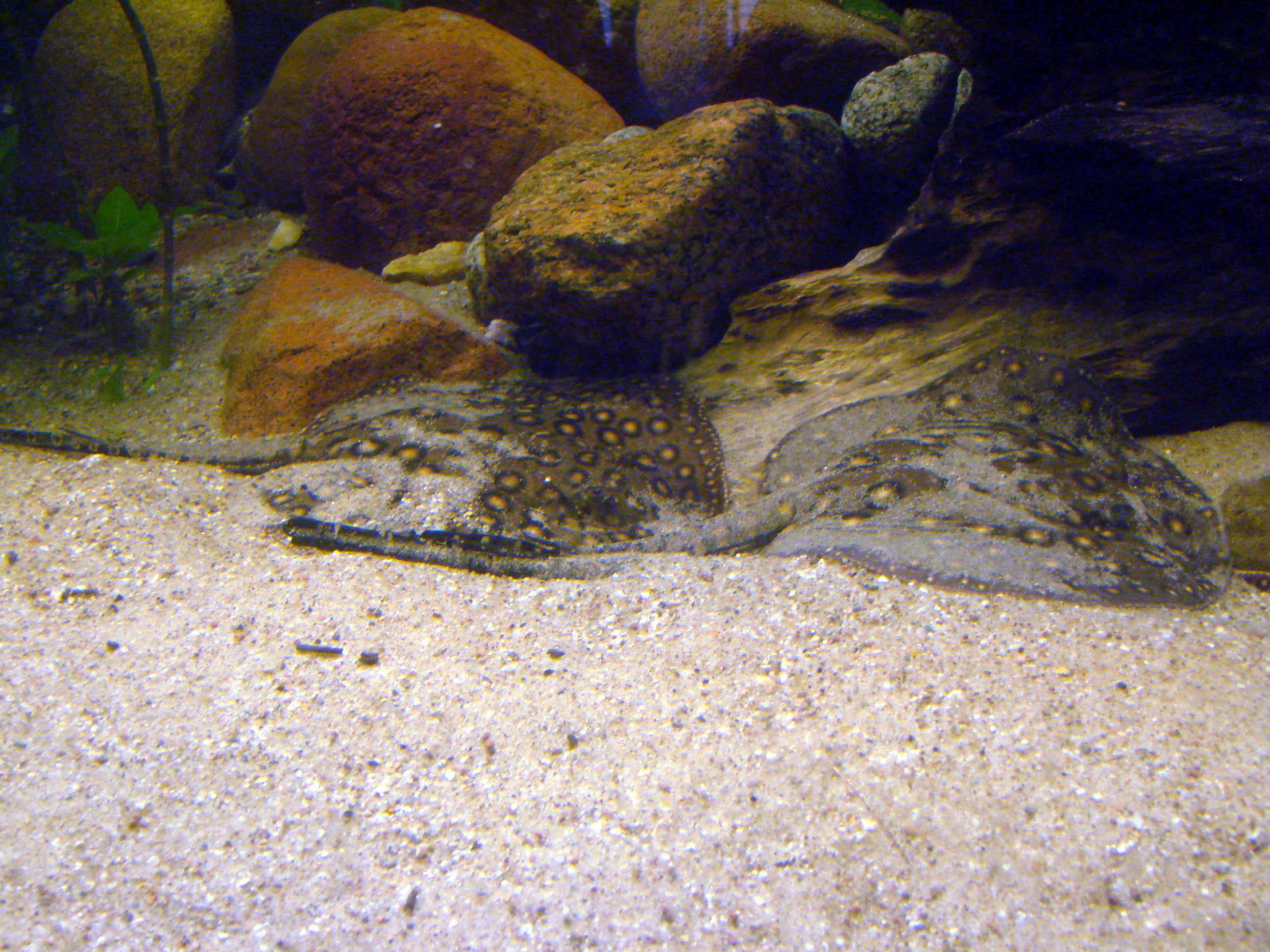
모토로
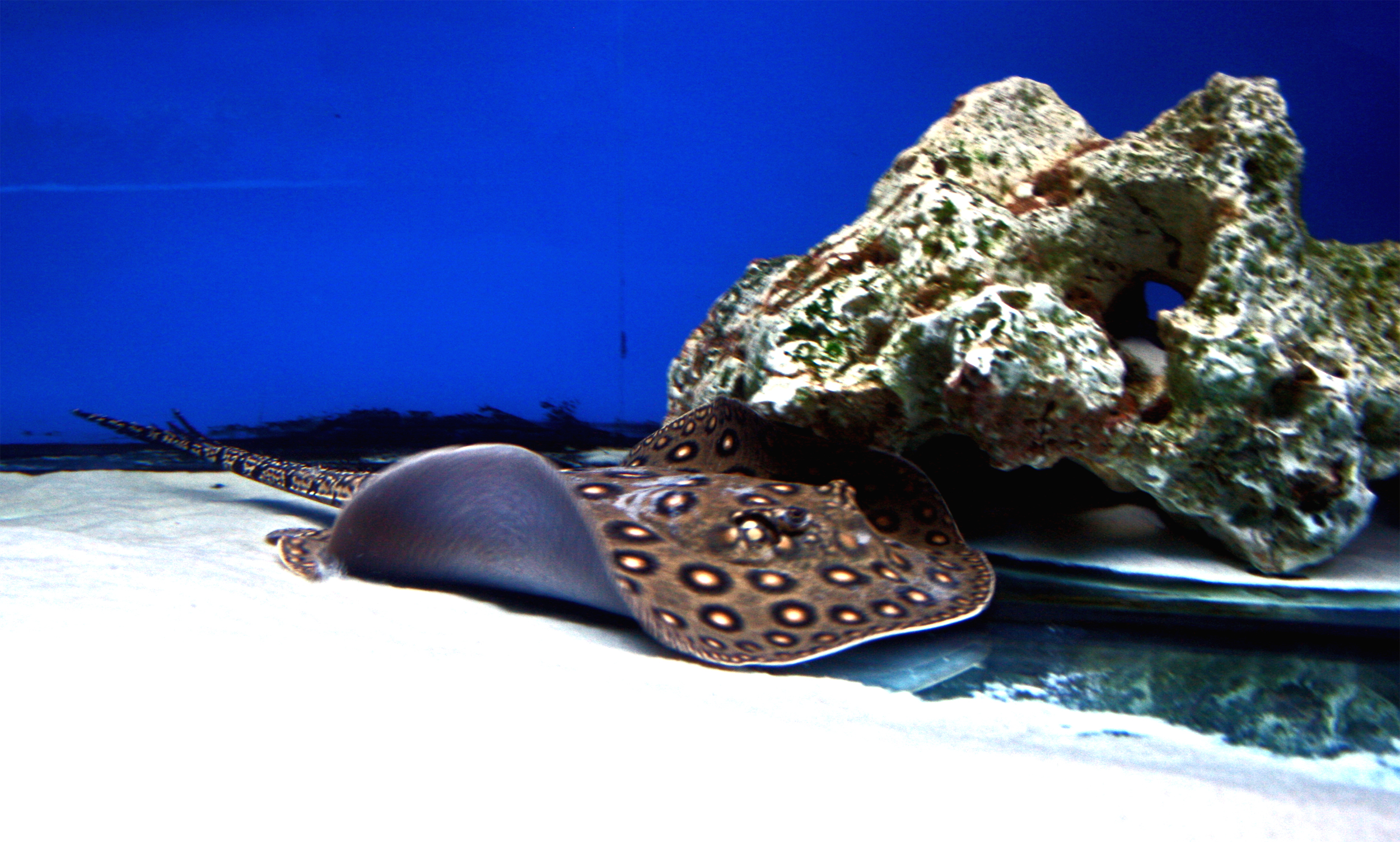
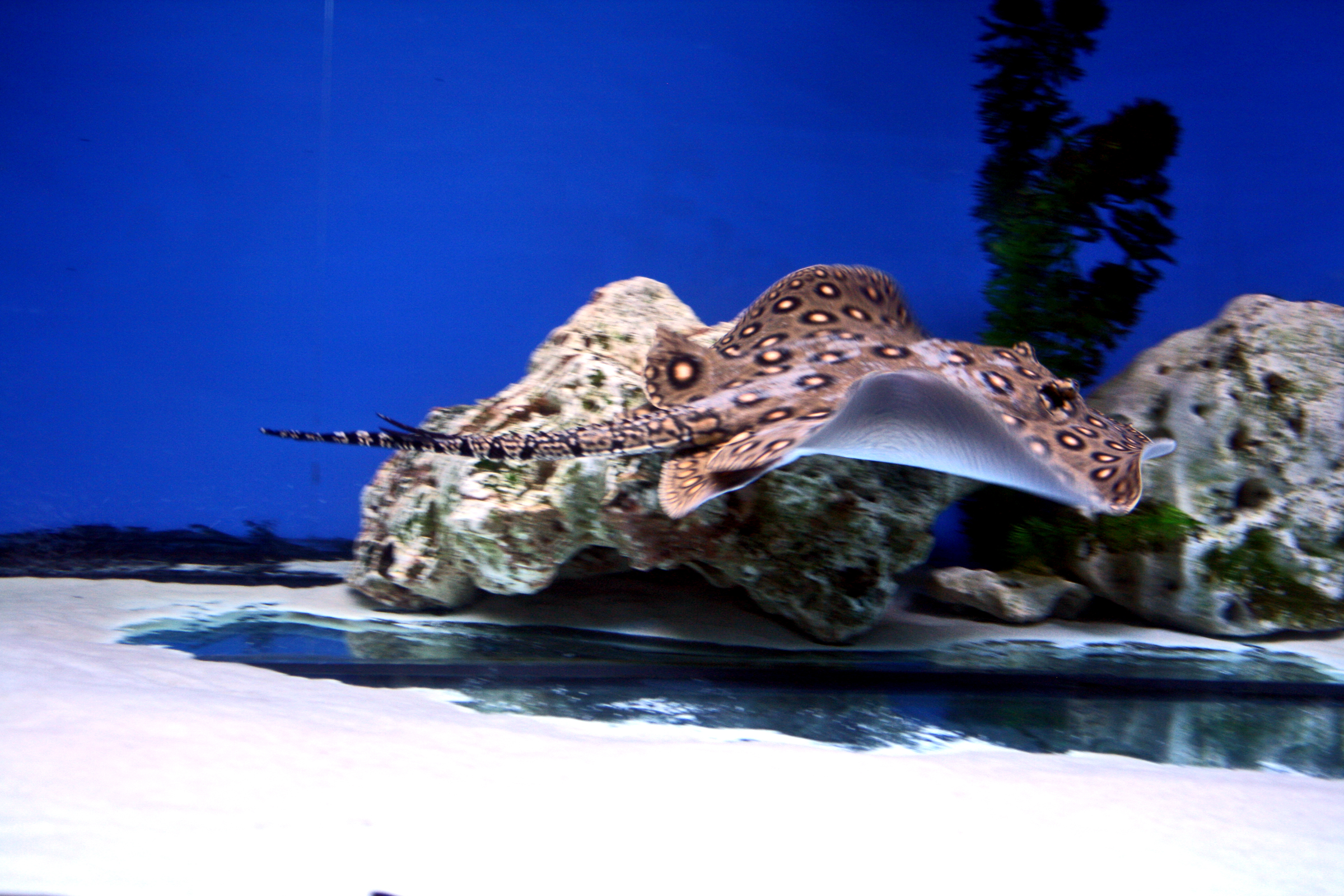
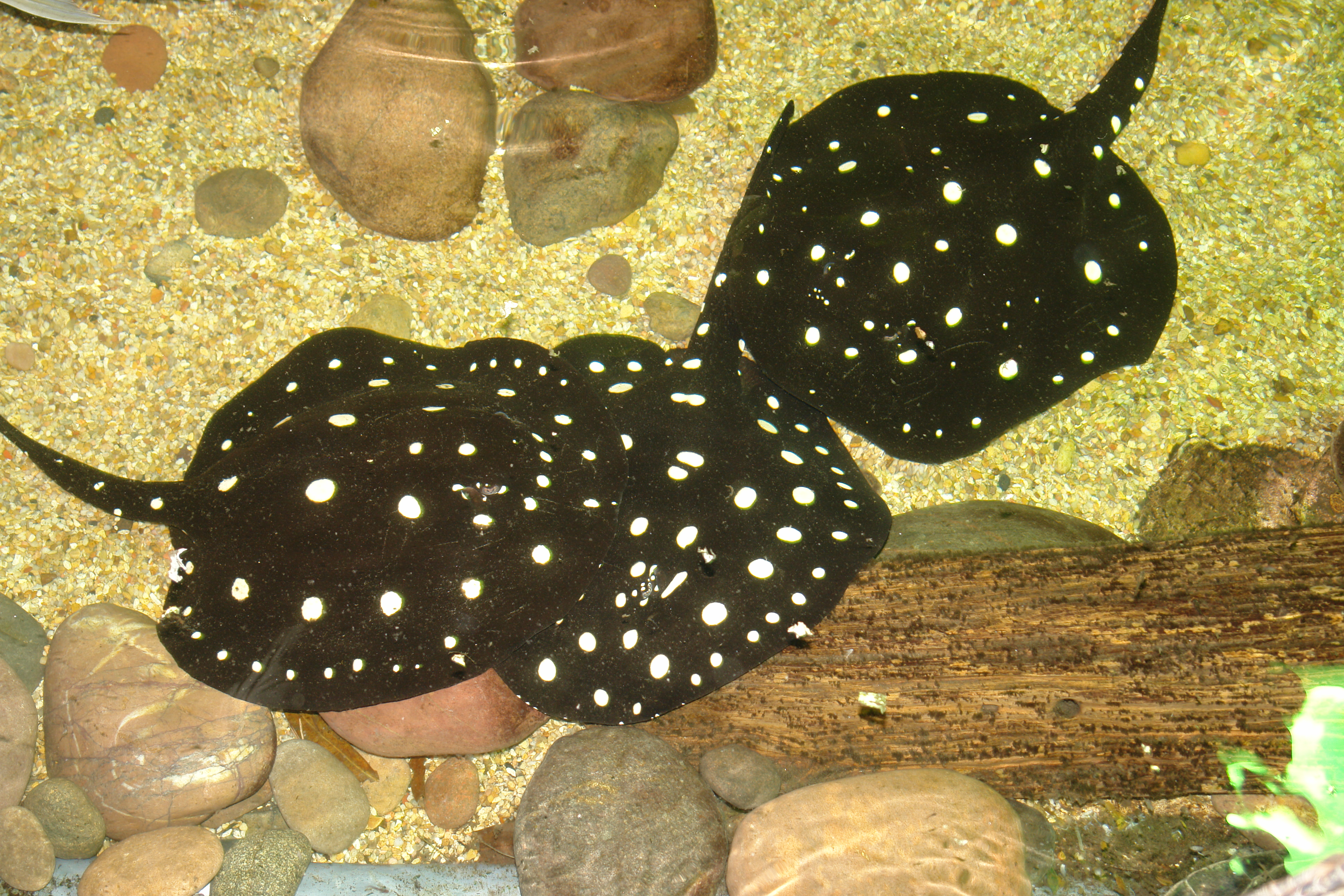
싱구강가오리